# Johan Vilhelm Snellman
Johan Vilhelm Snellman, ve Finsku známý jako J. V. Snellman, (12. května 1806, Stockholm, Švédsko – 4. července 1881, Kirkkonummi, Finsko) byl finský filozof, spisovatel, novinář a politicky aktivní muž, který se v 19. století velmi významně podílel na rozvoji finského národního sebevědomí a na uznání finštiny jako úředního jazyka na finském území (jazykový dekret vydal císař roku 1863). Ústředními pojmy Snellmanovy filozofie jsou "národ" a "národní povědomí", klíčem k němu je podle něj národní jazyk.
Snellman nezanedbatelně přispěl nejen k jazykové, ale i k měnové autonomii Finska. Díky němu byla roku 1865 na území Finska zavedena markka (v oběhu byla již od roku 1860 – navázána na ruský rubl).
Narodil se sice ve Stockholmu, ale roku 1813 se s rodiči přestěhoval do Finska, které bylo v letech 1809–1917 jako poloautonomní Velkoknížectví finské součástí Ruska. Ve Finsku se stal velkým obhájcem finského jazyka, kultury a finských zájmů, tzv. fennomanem. Byl také předsedou Finské literární společnosti, vyučoval na univerzitě v Helsinkách a stal se senátorem.

Dne 12. května se ve Finsku každoročně slaví Den J. V. Snellmana, neboli tzv. Den finské národní hrdosti (finsky J.V. Snellmanin päivä, suomalaisuuden päivä) a při této příležitosti se vyvěšuje finská vlajka.

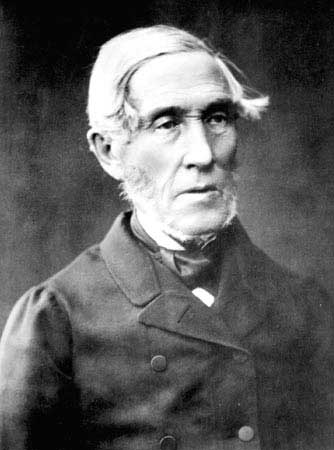
Johan Vilhelm Snellman

## Dílo
- Dissertatio academica absolutismum systematis Hegeliani defensura (Helsinky, 1835)
- Försök till framställning af logiken (Helsinky, 1837)
- Philosophisk elementarkurs (Stockholm, 1837–1840)
- Om det akademiska studium (1840)
- Det går an. En tafla ur lifvet, fortsättning (1840)
- Versuch einer speculativen Entwicklung der Idee der Persönlichkeit (Tübingen, 1841)
- Läran om staten (Stockholm, 1842)
- Tyskland. Skildringar och omdömen från en resa 1840–1841 (Stockholm, 1842)
- De spiritus ad materiam relatione (Helsinky, 1848)